# 崔颢
崔颢（？—754年），汴州（今河南开封）人，祖籍博陵郡安平县（今河北省衡水市安平县），中國唐朝詩人。現存詩四十二首，其中包括《黄鹤楼》。

## 生平
崔颢生年无考。開元十年（722年）或十一年（723年）中進士。开元十三年（725年）在相州（今河南安阳），向宰相张说推荐过樊衡，崔颢此时所任官职不明。
登进士第后，大约在开元十八年（730年）到开元二十九年之间，曾在河东节度使军中代州都督杜希望手下任职。曾前往定襄郡进行纠察，亲断刑狱。开元二十九年（741年），擔任扶沟县尉，其官位一直不顯。约在天宝三载前，为太仆寺丞。天宝九载（750年）在监察御史上。官至司勋員外郎。天寶十三載（754年）卒於任上。

## 評價

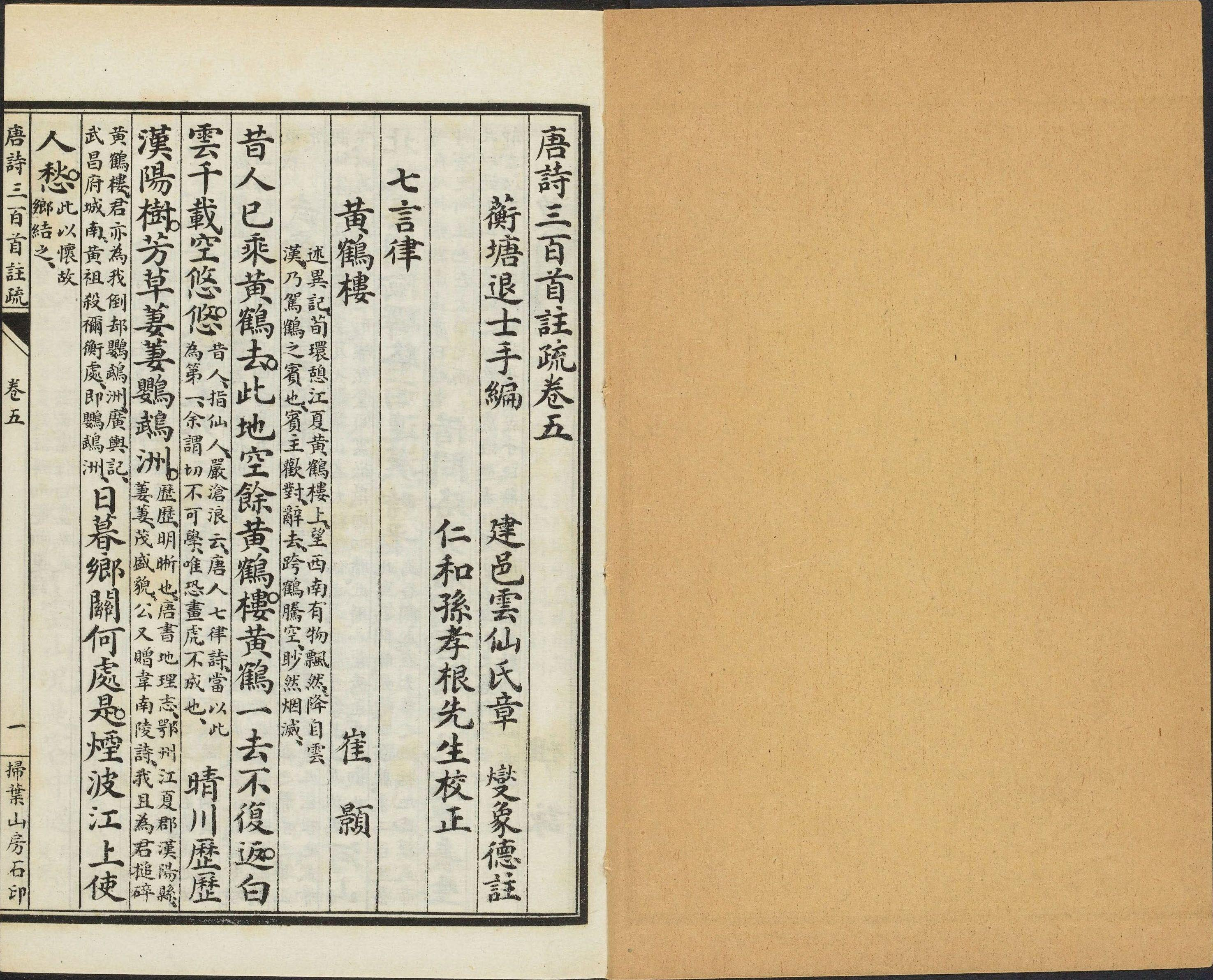
《唐诗三百首注疏》中的崔颢《黄鹤楼》，民国二十年上海扫叶山房石印本

崔颢的诗风在不同阶段有明显变化。殷璠《河岳英靈集》说他“年少為詩，名陷輕薄，晚節忽變常體，風骨凜然，一窺塞垣，說盡戎旅”。
崔顥四處遊歷，吟詩甚勤，其友人笑他吟詩吟得人也瘦（非子病如此，乃苦吟詩瘦耳）。
唐朝时，当时人常常将崔颢在诗歌创作上与王维并提。《旧唐书·文苑传》将他与王昌龄、高适、孟浩然并提。宋朝嚴羽在《滄浪詩話》中称崔颢的《黃鶴樓》诗是唐人七律第一。直到明清，崔颢的评价都一直很高。

## 著作
《新唐书·艺文志》著录崔颢诗一卷，《直斋书录题解》载其集一卷。《全唐诗》编录其诗一卷。明朝人辑有《崔颢集》。
《全唐文》载有崔颢文两篇，一篇为崔颢荐樊衡书；另一篇《荐齐秀才文》实为令狐楚的《荐齐孝若书》。赵明诚《金石录》载有《唐扶沟令马光淑颂》崔颢撰。但有目无文。2004年公布的《唐故居士钱府君夫人舒氏墓志铭并序》为崔颢撰。

## 轶闻
《新唐书》本传载有崔颢向李邕献诗，首章为“十五嫁王昌”，被李邕斥责为无礼。傅璇琮认为崔颢献诗当属于唐人行卷一类的行为，用来博取声誉，更容易登科。而崔颢登科之前，李邕正被贬谪偏远州县，崔颢不太可能向他献诗。